# Barwniki ksantenowe

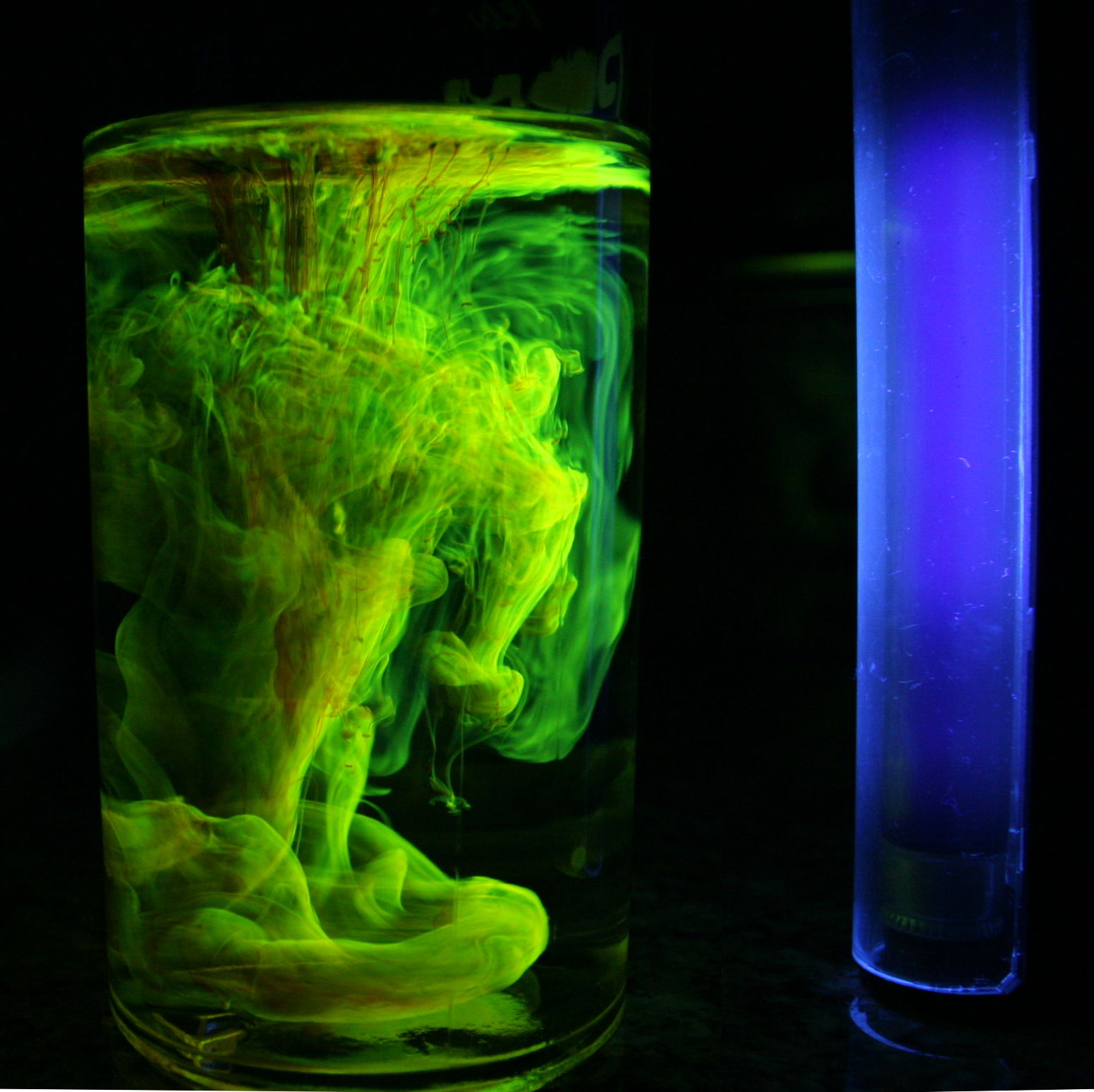
Typowy barwnik ksantenowy, fluoresceina, oświetlony promieniami UV

Barwniki ksantenowe – grupa syntetycznych barwników, będącymi pochodnymi ksantenu. Należy do nich szereg związków, m.in.: fluoresceina, uranina, merkurochrom, rodaminy, erytrozyna, eozyna, kalceina. Większość barwników ksantenowych wykazuje fluorescencję. Wśród barwników ksantenowych spotyka się bardziej szczegółowe podziały. np. rodaminy - charaktreryzowane są także jako barwniki fluoronowe.